# Ganga de l'Índia
La ganga de l'Índia (Pterocles indicus) és una espècie d'ocell de la família dels pteròclids (Pteroclididae) que habita vessants rocallosos d'Àsia meridional, al nord-est del Pakistan, l'Índia i Bangladesh.